# Wijnhaven (Den Haag)
De Wijnhaven is een pleinachtige omgeving in het centrum van Den Haag. Deze ligt in de 'oksel' van de overgang tussen de Kalvermarkt en de Fluwelen Burgwal en sluit aan op het voetgangersgebied van de Turfmarkt. Het huidige Wijnhavenkwartier is hier naar vernoemd.

## Geschiedenis

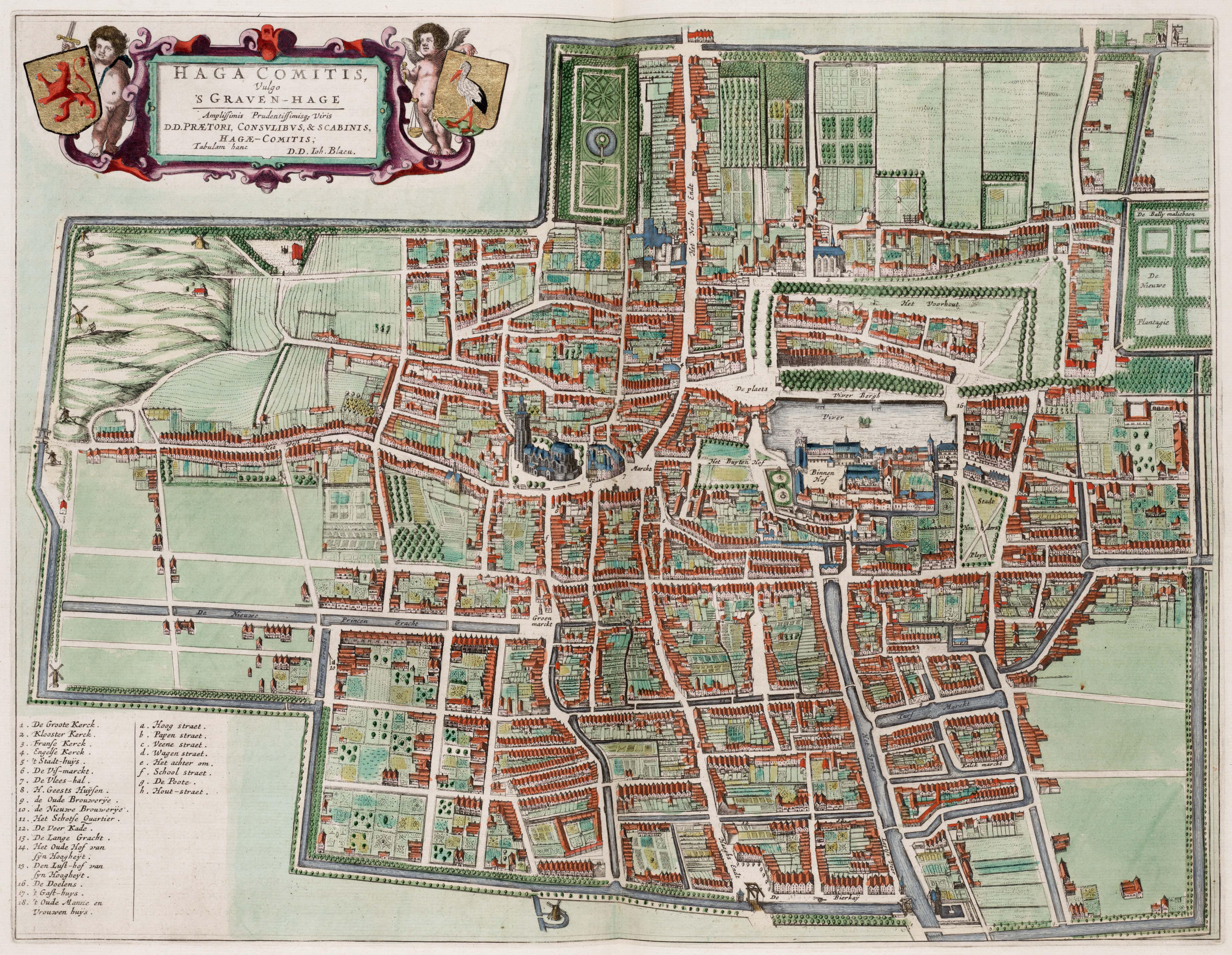
's Gravenhage in 1649 volgens Blaeu

### Ontstaan
De Wijnhaven is gegraven als deel van de Nieuwe Vaart die eind 16de eeuw werd aangelegd vanaf het Spui naar het Haagse Bos. Op de kaart van 's Gravenhage uit 1652 van Joan Blaeu komt zij al voor. De Fluwelen Burgwal (oorspronkelijk Pauwengracht) eindigde op de Wijnhaven en de (nog bestaande) Korte Houtstraat lag in het verlengde ervan. De naam spreekt voor zich; het was de overslagplaats van wijn maar ook andere goederen werden overgeladen. Gezien de aangrenzende Kalvermarkt ligt de overslag van runderen ook voor de hand.

### Verandering van naam en plaats
Rond 1840 volgde de demping van de Wijnhaven waarna een naamsverandering in Nieuwe Markt volgde. Tijdens de Tweede Wereldoorlog werd de Wijnhaven weer als naam in het Haagse straatnamenregister opgenomen, nu als stukje straat tussen de kruising Kalvermarkt/Fluwelen Burgwal/Turfmarkt. Er waren na de oorlog niet meer dan een taxistandplaats, tramrails en 3 pandjes. In de jaren 1950 verpauperde dit stadsgedeelte en de omgeving Nieuwe Haven, Turfmarkt, Kalvermarkt werd gesloopt. Bebouwing liet lang op zich wachten. De bouw van het nieuwe Haagse stadhuis veroorzaakte de verdwijning van de oorspronkelijke Wijnhaven. Deze plek is echter nog wel aanwezig en fungeert feitelijk als achteringang van het stadhuis maar draagt nu de naam Kalvermarkt.

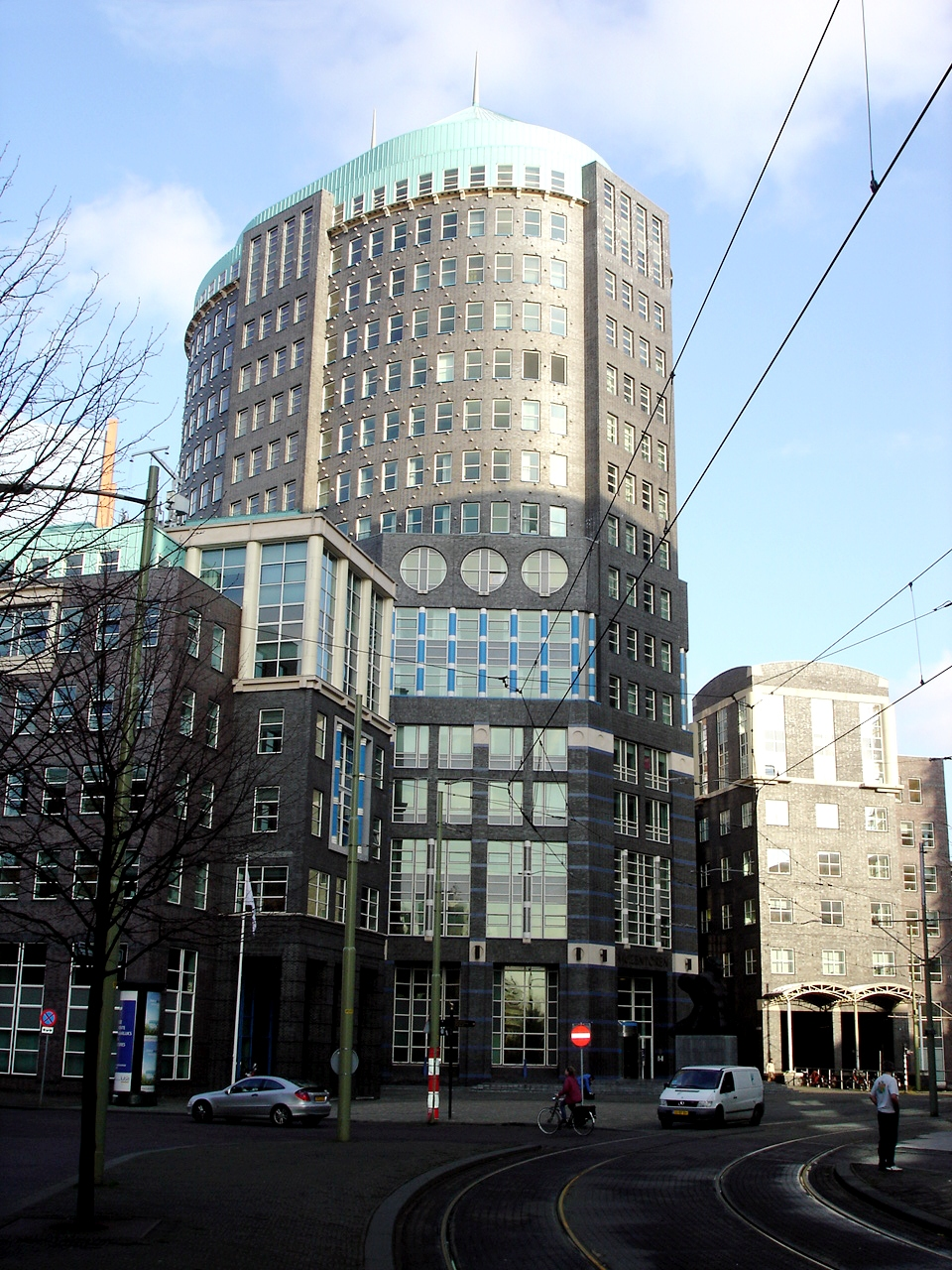
De huidige Wijnhaven gefotografeerd vanaf de Kalvermarkt

### In de 21e eeuw
De plek van de huidige Wijnhaven verschilt met die van de oorspronkelijke plaats. Op dit moment heet de pleinachtige omgeving voor de Muzentoren Wijnhaven; de plek waar vroeger de Muzenstraat begon, het Militair Hospitaal stond en het in de jaren 1970 gebouwde tramviaduct naar het Centraal Station. Ze wordt op de Haagse KoninginneNach gebruikt als poppodium. Lange tijd was het een onoverzichtelijk stukje stad met vele vormen van (beschadigde) bestrating, illegaal parkeren, enkele boompjes en de expeditie-ingang van het stadhuis. Medio 2010 is de gemeente gestart met een herinrichting die het verblijfsklimaat moet verbeteren. Het wordt doorsneden door de trambaan naar het Centraal Station (lijnen 9 en 16). De naam Wijnhaven werd ook verbonden aan het ontwikkelingsgebied 'Wijnhavenkwartier' van de gemeente. In dit plan zijn in fase 1 de bouw van 3 hoge torens (132 tot 146 meter) voltooid, hierin hebben de ministeries van Binnenlandse Zaken en Koninkrijksrelaties en Justitie zich gevestigd. Het is de plek van de afgebroken Zwarte Madonna.